# Арагви
Ара́гви (устар. Арагва; груз. არაგვი) — река в Грузии, левый приток Куры, протекает по территории Казбегского, Душетского и Мцхетского муниципалитетов на востоке страны. Длина реки — 112 км. Площадь водосборного бассейна — 2740 км². Объём стока за год — 1,8 км³.

## Название
Устаревшее название Арагва. Переводится с грузинского языка как «быстрая», «незапаздывающая».
Может происходить от древнемидийского *Aragv(ī), от протоиранского *Ragvī- «стремительная» (от *ragu- «стремительный»); сравните санскритское रघ्वी (рагви́), ж. р. от रघु (рагху) «быстрый, стремительный». Соотносится с армянским արագ (араг) — «быстрая».
Или происходит от абхазского аракуа — «ветвь», в переносном смысле — «приток».

## Описание
Своё начало берёт на южных склонах Главного Кавказского хребта. Вначале река называется Белой (Мтиульской) Арагви. Она течёт по глинистым сланцам и известнякам, которые придают воде беловатый оттенок. У посёлка Пасанаури Белая Арагви сливается с Чёрной Арагви, которая течёт по чёрным сланцам, отчего у воды тёмный оттенок. После слияния вода в реке на некотором протяжении образует две параллельные полосы — светлую и тёмную. Дальше река называется просто Арагви. У селения Жинвали в Арагви впадает Пшавская Арагви, стекающая с западных склонов горы Большой Борбало и имеющая северный приток Хевсурскую Арагви. На слившихся четырёх Арагви создано Жинвальское водохранилище и ГЭС, обеспечивающие грузинскую столицу водой и электричеством. У города Мцхета — древней столицы Грузии — Иберии Арагви впадает в Куру. Питание реки смешанное, но в основном ледниковое. По Арагвской долине проходит Военно-Грузинская дорога.

## Упоминание в литературе
И точно, такую панораму вряд ли где еще удастся мне видеть: под нами лежала Койшаурская долина, пересекаемая Арагвой и другой речкой, как двумя серебряными нитями; голубоватый туман скользил по ней, убегая в соседние теснины от теплых лучей утра….Лермонтов М. Ю., «Герой нашего времени»
Немного лет тому назад,
Там, где, сливаяся, шумят,
Обнявшись, будто две сестры,
Струи Арагвы и Куры,
Был монастырь.Лермонтов М. Ю., «Мцыри»
А там уж и люди гнездятся в горах, …
Где мчится Арагва в тенистых брегах, …Пушкин А. С., «Кавказ»
На холмах Грузии лежит ночная мгла;
Шумит Арагва предо мною …Пушкин А. С., «На холмах Грузии лежит ночная мгла …»